# Püspökfenyő

## Származási helye
USA, Kalifornia. Tengerparti középhegységek.

## Leírása
Terebélyes, oszlopos 25 méter magasra megnövő örökzöld fenyő.
Kérge vörösbarna, vastag, erezett és barázdált.
A levelei tűlevelek, merevek, 15 cm hosszúak, szürkés vagy kékeszöldek. Párosával állnak a narancsbarna hajtásokon.A párosával álló levelek rendezetlen csomókat alkotnak.
A fiatal hajtásokon a sárga porzós virágzatok és a piros termős tobozok a nyár elején nyílnak. A toboz tojásdad, de az alapja aszimmetrikus, 8 cm hosszú, vörösbarna színű. A tobozpikkelyek szúrós végűek. Csoportjai több évig is rajta maradhatnak az ágakon.

## Képek

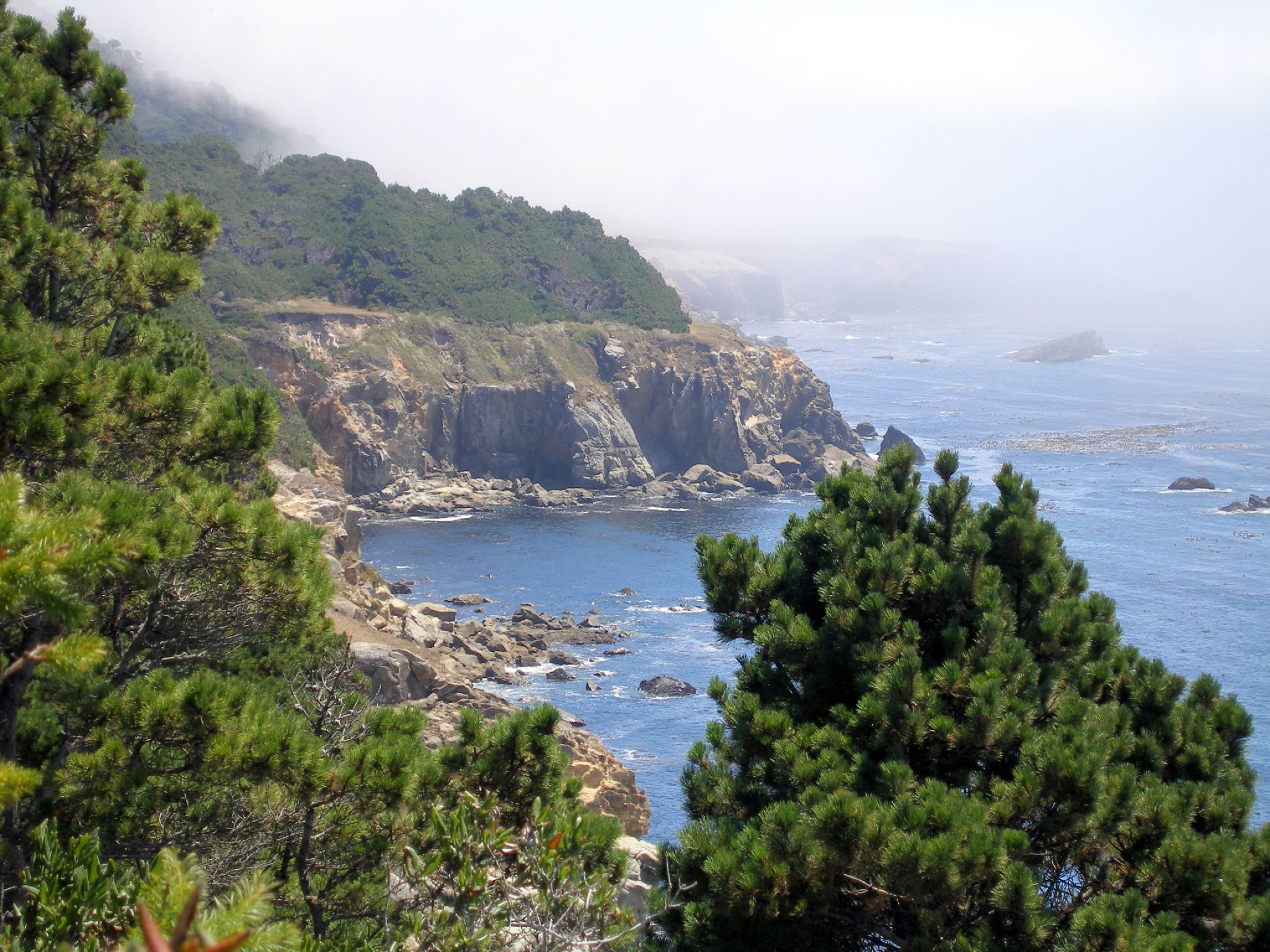
termőhelyén
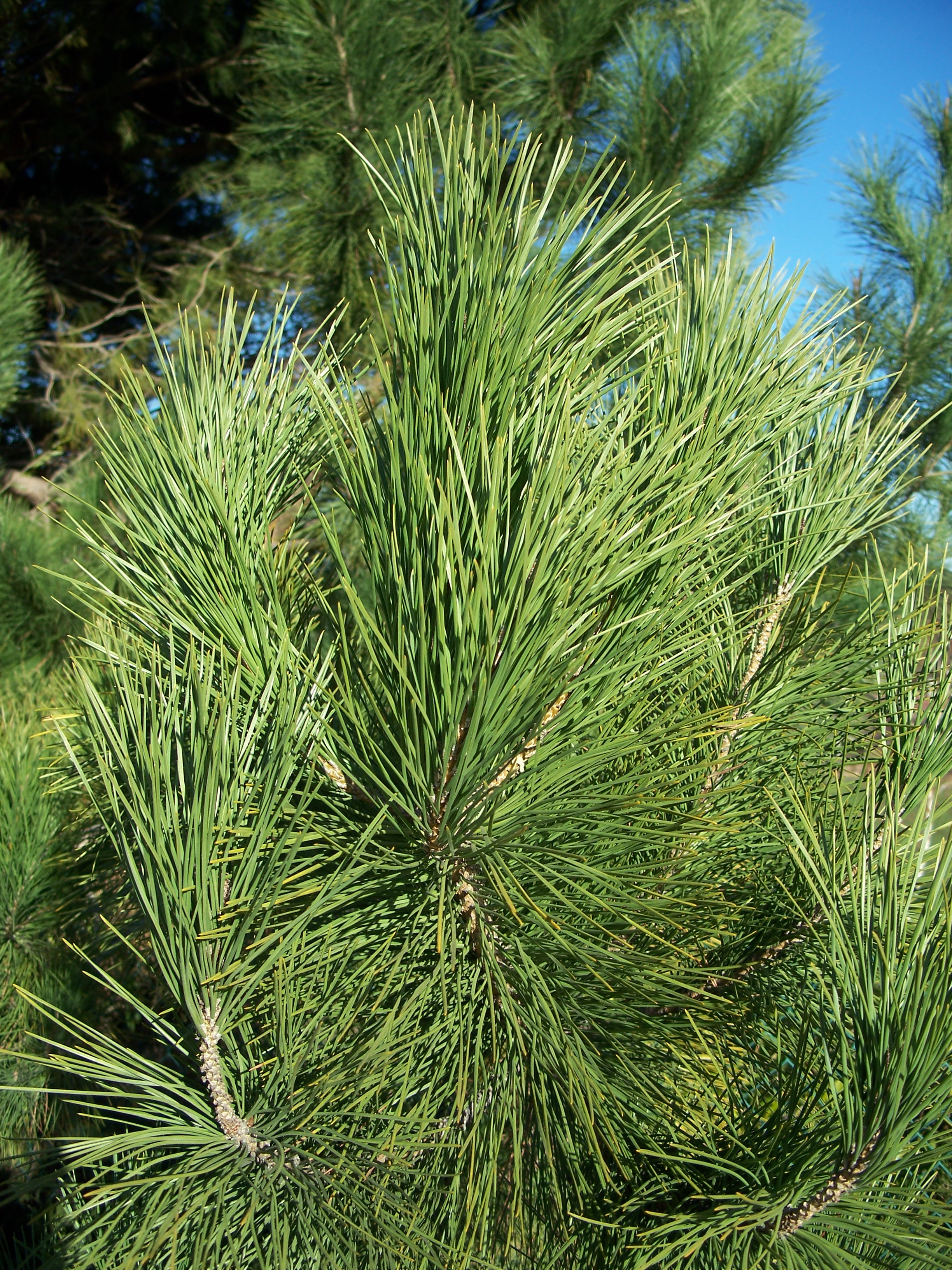
levelei
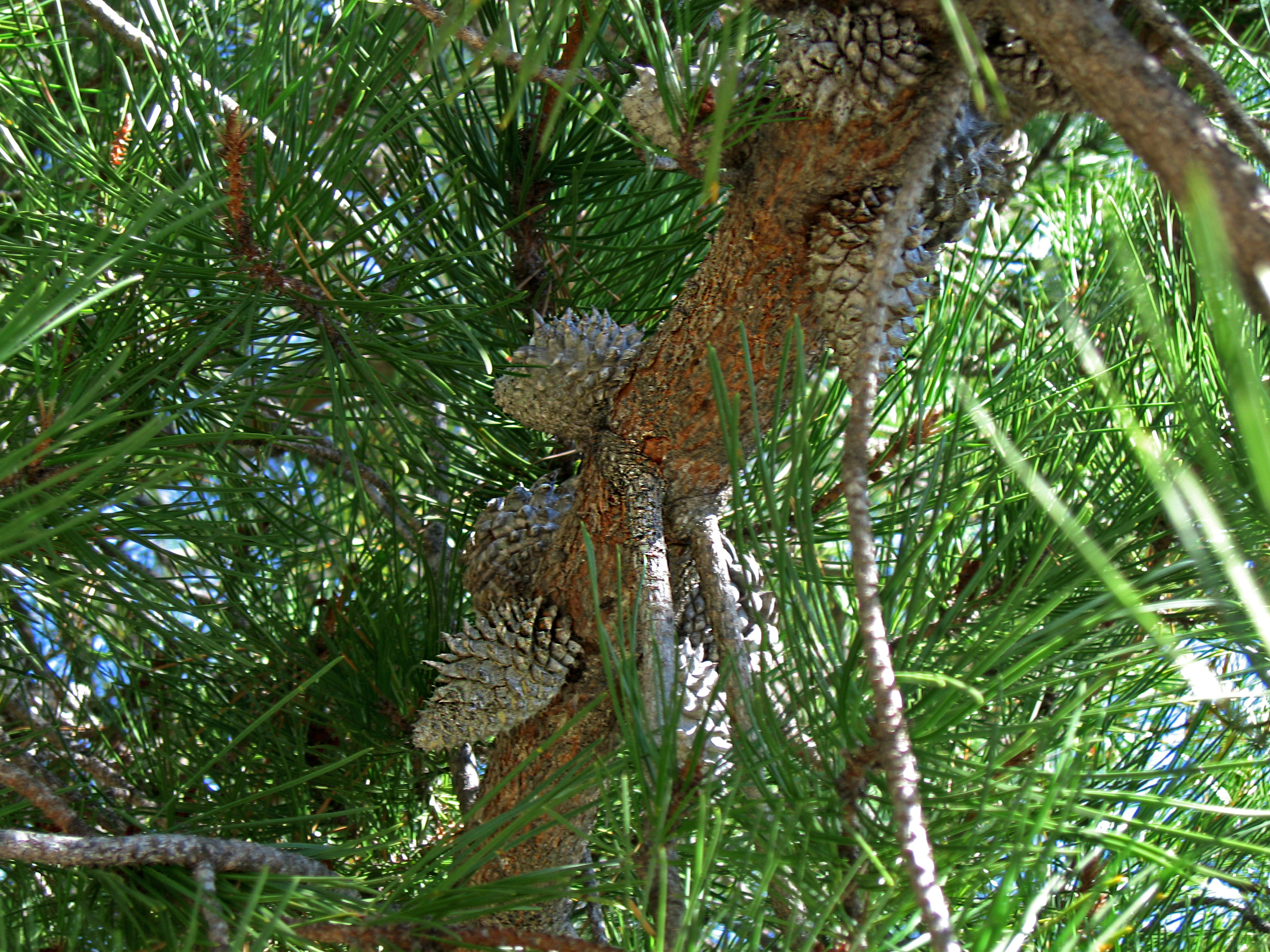
toboza
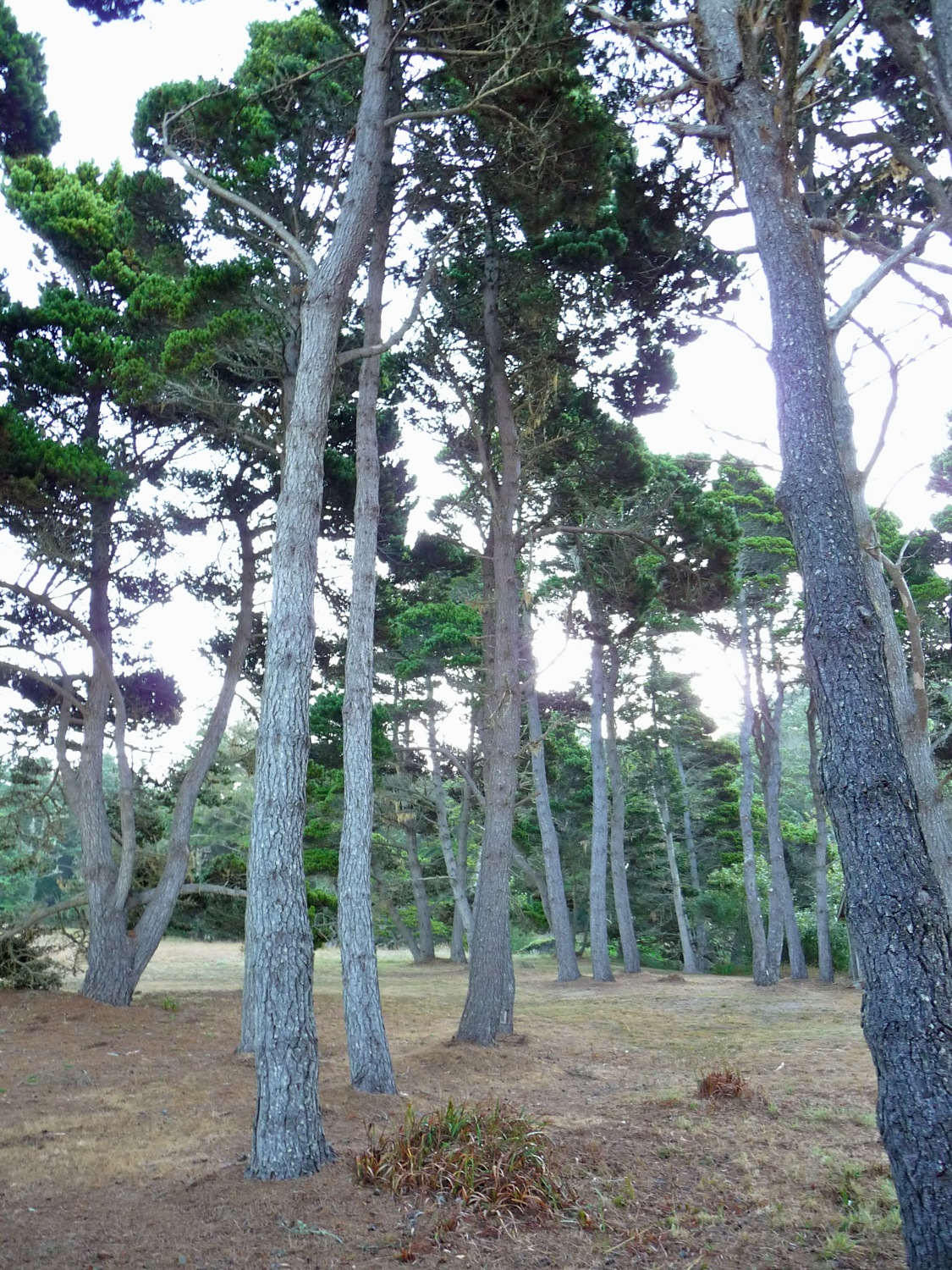
püspökfenyők